# Angélique Arnauld
Angélique Arnauld, al secolo Jacqueline Marie Angélique Arnauld, da monaca cistercense Marie Angélique de Sainte-Madeleine (Parigi, 8 settembre 1591 – Port-Royal des Champs, 6 agosto 1661), è stata una religiosa francese, badessa dell'abbazia di Port-Royal e riformatrice del giansenismo.

## Biografia
Appartenente a una facoltosa e nobile famiglia, suo padre Antoine Arnauld (1560-1619), avvocato al Parlamento di Parigi, aveva sposato Catherine Marion, dalla quale ebbe venti figli,  dei quali ne sopravvissero dieci. Angélique, che poté beneficiare delle lezioni private impartite a suo fratello Antoine, ebbe così un'istruzione avanzata. 
Poco amata in famiglia, Angélique trovò conforto nel nonno materno l'avvocato generale Simon Marion  che fu decisivo per la vita successiva della nipote decidendo di far maritare Catherine, la sorella maggiore di Jacqueline e di destinare quest'ultima a vivere in convento. La bambina di appena otto anni accettò a condizione di ricevere la carica di badessa che gli fu promessa dal re Enrico IV con un «brevetto» con diritto di successione alla carica di Badessa di Port-Royal des Champs. Angélique nel 1599 fu nominata coadiutrice della badessa Jeanne de Boulehart, nel 1600 prese i voti e nel 1602 fu eletta badessa. Il monastero aveva cattiva fama per la condotta delle monache e la famiglia Arnauld allora intervenne presso il Generale dell'Ordine cistercense per affiancare a Angélique la monaca di un altro monastero, Madame de Jumeauville, per completare la formazione spirituale della giovane badessa e intervenire per riportare l'osservanza delle regole monastiche.

### La riforma di Angélique e i "Solitari"
Nel 1608 Angélique, ispirata dalla predicazione di un cappuccino, intervenne personalmente per una radicale riforma della condotta religiosa nell'abbazia nominando un nuovo direttore spirituale, il cistercense Claude de Kersaillou, come sorvegliante della vita claustrale.

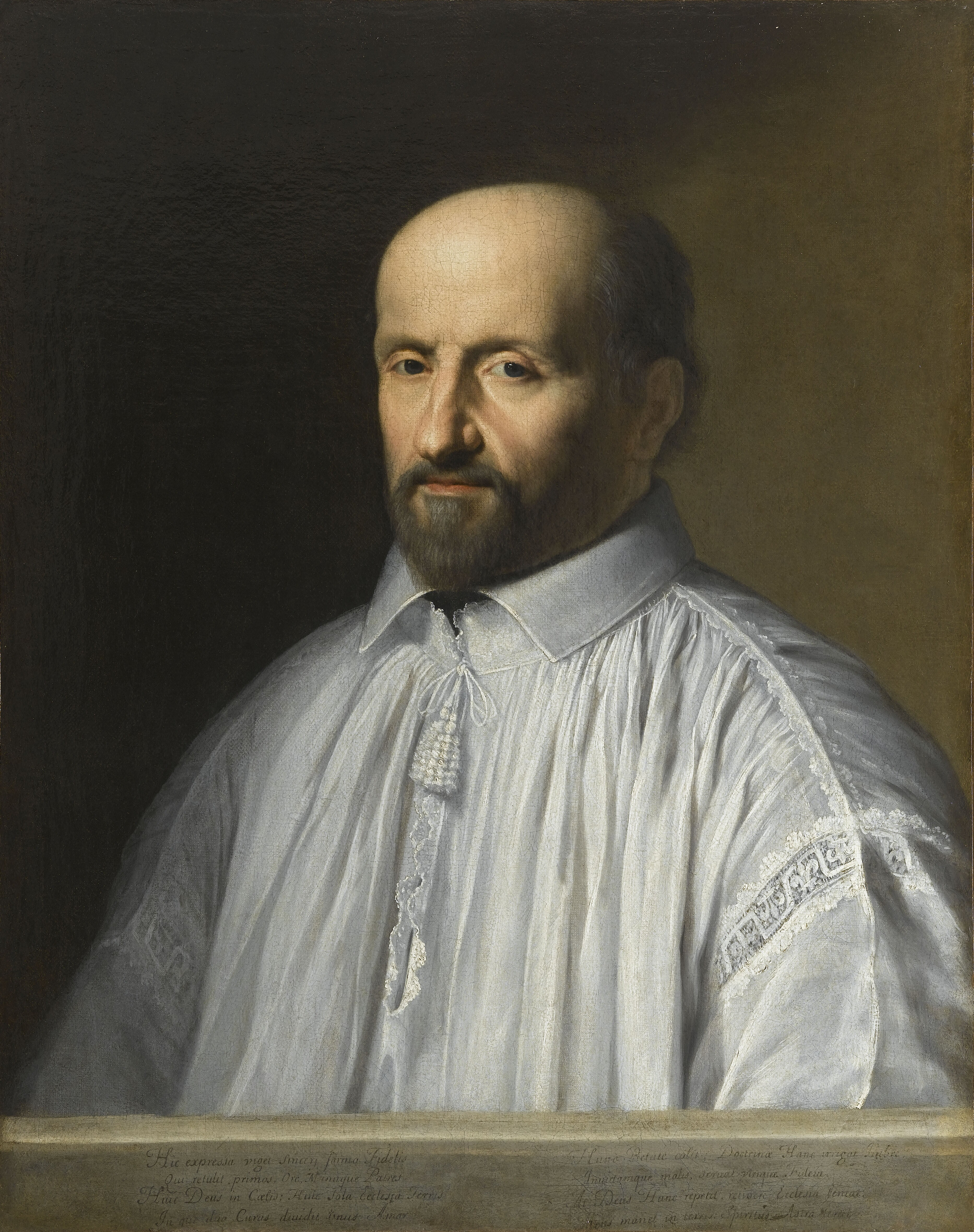
L’abate Jean Duvergier de Hauranne de Saint-Cyran, consigliere spirituale di Port-Royal

Nel 1609 la diciottenne badessa Angélique ripristinò la comunione dei beni tra le monache, e il 25 settembre adottò una rigida severa clausura per il monastero che cominciò a riprendersi e ad accogliere nuove novizie tra le quali anche alcune sorelle della Badessa. Persino al padre della badessa, il quale considerava il monastero come una sua proprietà, fu impedito di violare la clausura quando si presentò alle porte dell'abbazia per fare una visita alle sue figlie. 
Nel 1621 Angélique conosce Jean Duvergier de Hauranne, abate di Saint-Cyran, tramite suo fratello Robert Arnauld d'Andilly. I due si incontrarono personalmente a Parigi nel 1623 e in quello stesso anno Angélique ritornò a Port-Royal portando con sé dal monastero di Maubuisson, dove si era recata per riformare l'abbazia, una trentina di monache e novizie così che nell'abbazia vi sono ora ottanta monache. 
Nell'abbazia si accrebbe la spiritualità delle monache nella pratica della preghiera e nei riti con una retta osservanza della Riforma cattolica avviata dal Concilio di Trento..
Jacqueline Pascal (sorella di Blaise Pascal), monaca a Port-Royal, si impegnò nella stesura di un preciso regolamento per l'insegnamento ai bambini della liturgia che dovevano «appendere a memoria tutto ciò che era necessario sapere: i rudimenti della teologia, il rito della Messa, la dottrina della Confermazione, gli inni francesi e latini presenti nel breviario romano. Se poi [queste fanciulle] sono entrate da giovani nel monastero, possono apprendere senza difficoltà l'intero Salterio. Non avrebbero grandi difficoltà a patto che siano esortate e guidate» .
L'influsso dell'abate di Saint-Cyran e i contatti che Angélique aveva con Francesco di Sales e Giovanna di Chantal, contribuirono ad introdurre a Port-Royal una spiritualità rigorosa, in linea con la Riforma cattolica avviata dal Concilio di Trento.
L'insegnamento non era riservato solo alle fanciulle ospiti del monastero. Le monache lavoravano anche con i bambini della zona.

Purtroppo gli inizi della riforma furono rallentati da numerose morti di monache dovute alla malaria.
Su insistente consiglio di sua madre, Angélique acquistò nel 1624 un immobile nella zona di Saint-Jacques a Parigi che sarebbe servito come monastero alternativo per le monache.
Dopo che l'abate di Cîteaux e il vescovo di Parigi diedero il loro consenso per il trasferimento, Angélique insieme a quindici monache vi si stabilirono il 28 maggio 1625. Tutte le altre monache le seguirono in breve tempo.
Da questo momento si iniziò a distinguere i due monasteri chiamando quello originario Port-Royal des Champs e quello di Saint-Jacques Port-Royal de Paris. Pur stabilendosi a Saint-Jacques le monache continuarono ad amministrare le proprietà legate a Port-Royal des Champs che assicuravano al monastero notevoli entrate.
A Port-Royal des Champs un cappellano assicurava la presenza e il servizio religioso ai dipendenti del monastero e della "Cascina dei Granai" (Les Granges) situati sull'altopiano che domina l'abbazia.
In questo periodo Angélique cambiò pure la modalità di elezione delle abadesse stabilendola ogni tre anni. Lei stessa si dimise nel 1630. Le successe Marie-Agnès Le Tardif fino al 1636, quando diventò abadessa Agnès Arnauld, sorella minore di Angélique. 

### I "Solitari" di Port-Royal des Champs

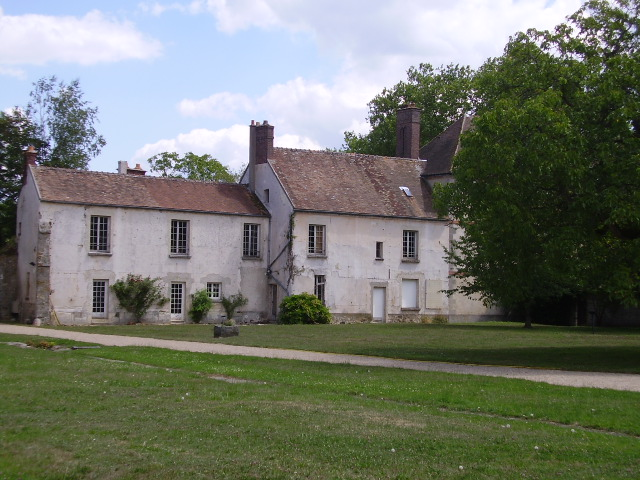
La "Cascina dei granai", casa dei "Solitari" sull'altopiano di Port-Royal

Dopo che tutte le monache si trasferirono a Port-Royal de Paris, a Port-Royal des Champs si stabilirono degli uomini che desideravano ritirarsi temporaneamente dal mondo.
Il primo a risiedervi fu Antoine Le Maistre, che abitò a Port-Royal dal maggio al giugno 1638, insieme a dei suoi fratelli, altri eremiti e dei bambini. Questa prima esperienza fu presto impedita da un ordine del Tribunale.
Antoine Le Maistre, però, nell'estate del 1639, insieme col fratello Simon Le Maistre de Méricourt, ritorna a Port-Royal e l'esperienza andò avanti per una decina di anni. Altri uomini, giovani e anziani, si unirono a loro. Abitarono nell'abbazia fino al 1648, quando, con il ritorno delle monache, si trasferirono nell'edificio chiamato "Cascina dei granai" (Les Granges).
Nel 1642, infatti, dopo il governo di Agnès Arnauld, fu rieletta Angélique (che resto abadessa fino al 1651) che iniziò a pensare di ritrasferire la comunità delle monache a Port-Royal des Champs anche in considerazione del fatto che il luogo era stata profondamente bonificato dal lavoro dei "Solitari" (questo fu il nome che prese il gruppo di uomini che si erano ritirati nella preghiera e nello studio a Port-Royal).
L'arcivescovo di Parigi, Jean-François de Gondi, permise nel 1647 il trasferimento; nel 1648 la stessa madre Angélique insieme a nove monache, fece ritorno a Port-Royal des Champs, pur continuando a governare il monastero di Port-Royal de Paris, dove andava spesso.
La vita a Port-Royal des Champs si organizzò dunque attorno all'abbazia delle monache e attorno alla "Cascina dei granai" che ospitava i "Solitari".

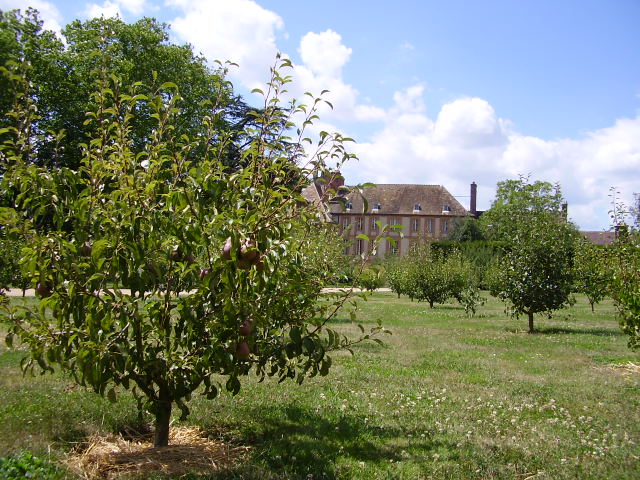
L'edificio costruito alla "Cascina dei granai" per ospitare le "Piccole Scuole"

Il 29 giugno 1649 Henri Arnauld, zio di Angélique, fu ordinato vescovo nel monastero di Port-Royal de Paris. Il 21 dicembre dello stesso anno fu ordinato sacerdote nel monastero di Port-Royal des Champs Louis-Isaac Lemaistre de Sacy, che diventò confessore delle monache e direttore spirituale delle "Piccole Scuole" organizzate nell'edificio dei "Solitari" che sarà per questo scopo ristrutturato e ingrandito nel 1652.
I "Solitari" che abitavano nella "Cascina dei granai" erano una ventina; tra questi vi furono, oltre ai fratelli Le Maistre e a Louis de Sacy, Antoine Arnauld, Claude Lancelot, Jean Hamon e Pierre Nicole. Nel 1656 fu loro ospite per due brevi periodi Blaise Pascal.

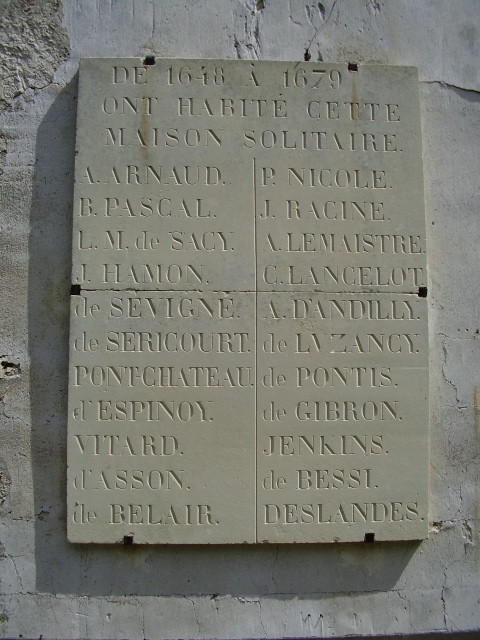
targa che ricorda la presenza dei "Solitari" alla "Cascina dei granai"

Malgrado questo periodo fosse uno dei più ricchi dal punto di vista spirituale e culturale per Port-Royal, non mancarono i problemi dovuti all'inizio delle Fronde. La povera gente cercò rifugio nel monastero e la tensione fu tale che dal 24 aprile 1652 al 15 gennaio 1653 tutte le monache si trasferirono a Parigi. Restarono i "Solitari" a custodire l'abbazia. Fu però in questo periodo che il duca di Luynes fece costruire il castello di Vaumurier sui possedimenti delle monache.

### La polemica giansenista
Port-Royal fu una delle istituzioni protagoniste della controversia giansenista. Quando il monastero ne fu coinvolto, nel 1656, le idee di Giansenio erano diffuse già da un ventennio durante il quale, anche se la spiritualità delle monache era già stata informata da un agostinismo rigoroso, l'abbazia non aveva mai aderito formalmente al movimento giansenista.
Il motivo delle vessazioni continue del potere reale nei confronti dei "Solitari", inoltre, era stato dovuto più a ragioni politiche che religiose: in effetti anche se i "Solitari" apparivano, almeno esternamente, come seguaci di Giansenio, l'ostilità del re era dovuta al fatto che aderirono al movimento dei "Solitari" alcuni ex partecipanti alla Fronda nobiliare (tra questi soprattutto la duchessa di Longueville e il principe Conti).
Nel 1655 la Sorbona fu agitata da violente discussioni teologiche che vedevano schierati da una parte Antoine Arnauld, sostenuto da molti teologi, e dall'altra quelli che venivano chiamati "molinisti", i quali sostenevano la dottrina del libero arbitrio.
Il 14 gennaio 1656 Antoine Arnauld fu condannato, espulso dalla Sorbona e radiato dalla lista dei teologi. A Port-Royal, dopo che per poco tempo vi era stato Blaise Pascal il quale scrisse Le provinciali, un opuscolo graffiante contro i gesuiti, i "Solitari" insieme ai maestri delle "Piccole Scuole" e ai bambini dovettero lasciare la "Cascina dei granai".
Il 24 marzo 1656, però, la nipote di Pascal, Marguerite Perier, fu guarita miracolosamente da una fistola lacrimale, e il miracolo fu rapidamente riconosciuto dalla Chiesa. Questa vicenda costrinse l'entourage del re a limitare la pressione sul monastero e Robert Arnauld d'Andilly insieme ad altri "Solitari" ebbero di nuovo il permesso di abitare a Port-Royal des Champs.

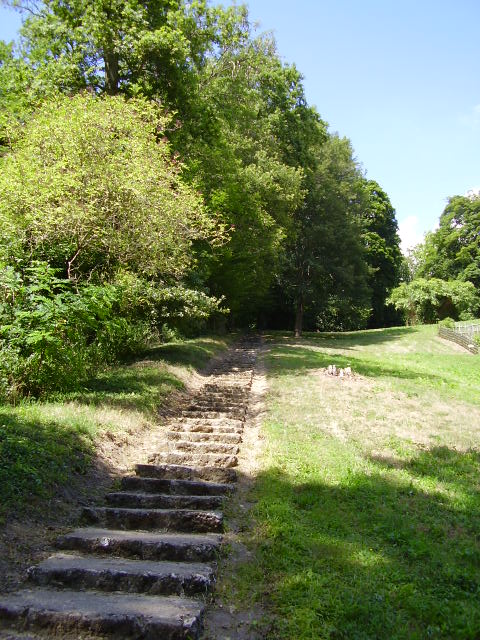
I Cent-Marches, che collegavano la "Cascina dei granai" all'abbazia.

Alla fine del 1658 Agnès Arnauld fu nuovamente eletta abadessa restando in carica fino al dicembre 1661. In quel periodo l'abbazia contava 130 monache.
Il 13 aprile 1661 il Consiglio di Stato, con una sentenza, obbligò tutti i religiosi regolari e secolari di Francia a firmare un formulario chiamato "di Alessandro VII", nel quale venivano condannate cinque proposizioni estratte dall'Augustinus di Giansenio.
A Port-Royal, però, le monache pensavano che quelle proposizione fossero formalmente eretiche solo se estrapolate dal contesto dell'Augustinus: "di diritto", dicevano, le proposizioni sono eretiche; "di fatto", però, nel contesto dell'opera di Giansenio, non sono eretiche. Sostenute in quest'idea da Blaise Pascal e Antoine Arnauld, le monache cercarono di evitare la firma del formulario.
Costrette dagli eventi, prima le monache di Parigi e poi quelle di Des Champs firmarono il formulario, con la precisazione, però, della distinzione "di diritto" e "di fatto". Questa riserva determinò l'annullamento da parte del Consiglio del re dei formulari da loro firmati. A questo punto molte monache si rifiutarono di firmare.
Quello stesso giorno Luigi XIV vietò alle monache di ricevere novizie condannando così il monastero all'estinzione. Antoine Singlin, Louis-Isaac Lemaistre de Sacy e altri preti che erano vicini alle monache dovettero lasciare l'abbazia.
Fu in questo periodo che Madre Angélique, stanca e malata, morì il 6 agosto 1661. Fu sepolta sotto il pavimento del coro di Port-Royal de Paris. Jacqueline Pascal, che era stata vicepriora a Les Champs, morì poco tempo dopo, il 4 ottobre 1661.